# (554102) 2012 KW51
(554102) 2012 KW51 est un objet transneptunien de la famille des twotinos d'environ 200 km de diamètre.

## Découverte
(554102) 2012 KW51 a été découvert le 24 septembre 2012 par Pan-STARRS.